# Dorothea Tanning
Dorothea Tanning (Galesburg, 25 de agosto de 1910 - Nova Iorque, 31 de janeiro de 2012) foi uma pintora, escultora e escritora norte-americana. Ela também desenhou cenários e figurinos para balé e teatro.

## Biografia
Dorothea nasceu em 1910, no estado de Illinois, filha de imigrantes suecos. A paixão pela literatura e pintura começaram ainda na juventude. Aos 15 anos, pintou o seu primeiro quadro, no qual ilustrava uma mulher nua com folhas no lugar de seus cabelos, o que teria horrorizado toda a sua família. Estudou no Knox College, em Galesburg, Illinois, durante dois anos (1928-30), e aos 20, mudou-se para Chicago, capital do estado. Lá, trabalhou como modelo para pintores enquanto também começava na carreira como ilustradora.[carece de fontes?]
Depois, mudou-se para Nova Iorque, em 1936. Na mesma época, a exposição, Fantastic Art, Dada and Surrealism, no Museu de Arte Moderna (MoMA), agitava a cena cultural da cidade e nela descobriu o movimento Surrealista. Inspirada, ela segue para Paris, cidade centro do surrealismo, quando descobre que a maior parte dos artistas haviam fugido para outros países para escapar da Segunda Guerra Mundial (1939-1945). No fim de 1941, retorna a Nova Iorque, quando passa novamente a trabalhar como ilustradora freelance. Um de seus clientes, diretor de arte da loja de departamentos Macy's, para a qual produzia cartazes de propaganda de moda, a apresentou a Julien Levy, dono de uma das poucas galerias de arte da cidade. Mesmo apresentando apenas duas peças, ele se comprometeu a expor o trabalho de Tanning em sua galeria. Foi por meio dele que conheceu os surrealistas da cidade, entre eles, o pintor alemão Max Ernst.
Pouco tempo depois do encontro, Ernst a visitou em seu estúdio e se encantou por Birthday (1942, Museu de Arte da Filadélfia), e resolveu inclui-lo na exposição que estava montando com a esposa, Peggy Guggenheim, dedicada a artistas mulheres surrealistas. É especulado que o relacionamento de Ernst e Guggenheim terminou apenas três semanas depois da visita, quando o alemão passa a morar com Tanning. Os dois se casaram em 1946, em uma dupla cerimônia com o também pintor americano Man Ray e a dançarina Juliet Browner, quando visitavam o casal em Los Angeles.
Com o fim da guerra, o casal decide se mudar para Sedona, no estado do Arizona, e em 1952, se mudam definitivamente para a França, onde dividiam o tempo entre Paris e a província de Touraine. O relacionamento durou até a morte de Ernst em 1976, devido a um infarto que sofreu no ano anterior. Somente em 1980 Tanning completa a sua mudança de volta a Nova Iorque, onde continuou a desenvolver a sua arte, principalmente a escrita, e viver até a morte, aos 101 anos.

### Carreira artística
Apesar de ter estudado na Academia de Belas Artes de Chicago durante três semanas em 1930, Tanning pode ser considerada uma artista auto-didata. A artista é frequentemente descrita como uma pintora surrealista, principalmente pela temática surreal de suas obras dos anos 1940 e a amizade com artistas e escritores do movimento. Contudo, ela desenvolveu estilo próprio no curso dos 60 anos de carreira artística.[carece de fontes?]
As primeiras obras de Tanning – pinturas como Birthday e Eine kleine Nachtmusic (1943, Tate Modern, Londres) – simulavam experiências oníricas. Assim como outros pintores surrealistas, a sua atenção a detalhes e a construção do cenário era meticulosa, com pinceladas quase imperceptíveis. Em 1943, Tanning foi incluída na exposição de Peggy Guggenheim Exhibition by 31 Women na galeria Art of This Century em Nova Iorque. Durante a década, ela continuou a pintar representações de outras cenas irreais, algumas das quais incorporava temáticas eróticas a simbologia enigmática e um cenário desolador. Durante este período ela formou amizades como o pintor Marcel Duchamp, o cineasta Joseph Cornell e o compositor John Cage, entre outros. Também desenhou os cenários e figurinos de algumas peças de balé do coreógrafo George Balanchine, incluindo The Night Shadow (1945), que foi apresentada na antiga Metropolitan Opera House, em Nova Iorque, da peça Judith, de Jean Giradoux, apresentada em 1961, além de ter aparecido em dois filmes de Hans Richter, Dreams that money can buy (1943) e 8x8 (1957).
Na década seguinte, a pintura de Tanning tornou-se menos explícita e mais sugestiva. Agora trabalhando em Paris e Huismes, na França, ela começou a se distanciar do surrealismo e a desenvolver o próprio estilo. Em torno da metade da década de 1950 o seu trabalho mudou radicalmente e as suas pinturas se tornaram mais fragmentadas e prismáticas, como pode ser visto em trabalhos como Insomnias (1957, Moderna Museet, Estocolmo). [carece de fontes?]
Já no final dos anos 1960, as pinturas de Tanning eram completamente abstratas, ainda que sempre sugeriam a forma feminina. De 1969 a 1973, Tanning se dedicou a um trabalho tridimensional de esculturas feitas com tecido, cinco das quais compõem a instalação Hôtel du Pavot, Chambre 202 (1970-73), que agora pertence à  coleção permanente do Museu Nacional de Arte Moderna do Centro Georges Pompidou, em Paris. Durante o período em que viveu na França, nas décadas de 1950 e 70, Tanning também experimentou produzir estampas. Trabalhou nos ateliês de Georges Visat e Pierre Chave e colaborou em uma série de edições limitadas de livros dos poetas Alain Bosquet, René Crevel, Lena Leclerq e André Pieyre de Mandiargues. Depois da morte do marido, em 1976, Tanning permaneceu na França por mais alguns anos, com dedicação à pintura renovada. Estes anos incluíram uma experimentação de mais cinco anos fazendo esculturas com tecido. Por volta de 1980, ela havia transferido casa e estúdio de volta a Nova Iorque. O período significou mais uma guinada criativa, na qual produziu pinturas, desenhos, colagens e impressões.[carece de fontes?]
O trabalho de Tanning foi reconhecido em dezenas de exposições nos Estados Unidos e na Europa, incluindo retrospectivas em 1974 no Centre National d'Art Contemporain em Paris (que se tornou o Centre Georges Pompidou em 1977), e em 1993 na Malmö Konsthall, em Malmö, na Suécia, e no Camden Art Center em Londres, Inglaterra. A Biblioteca Pública de Nova Iorque apresentou uma retrospectiva de suas impressões em 1992, e o Museu de Arte da Filadélfia organizou, em 2000, uma pequena exposição, Birthday and Beyond, para marcar a aquisição da mais celebrada pintura de Tanning, Birthday.
O centenário de Tanning, em 2010, foi marcado por uma série de exposições dedicadas a sua obra no The Drawing Center, em Nova Iorque, no Museu Max Ernst, em Brühl, Alemanha, na Galeria Bel'Art, em Estocolmo, Suécia, e na Maison Waldberg, em Seillans, e l'Espace d'Art, em Rennes les Bains, ambas na França.

### Carreira literária
Tanning escreveu histórias e poemas durante a vida, tendo o seu primeiro conto publicado na revista VVV em 1943. Alguns poemas originais acompanhavam gravuras, como na edição limitada dos livros Demain (1964) e En chair et en or (1973). Contudo, foi no seu retorno a Nova Iorque nos anos 1980 que ela começou a focar na escrita. Em 1986, ela publicou a primeira autobiografia, Birthday. O livro foi traduzido para quatro idiomas. Em 2001, ela publicou uma versão expandida da obra, chamada Between Lives: An Artist and Her World.
Com o incentivo de seu amigo e mentor James Merrill, que fazia parte da Academia de Poetas Americanos, Tanning começou a escrever poesia autoral. Os seus poemas eram frequentemente publicados em revistas literárias e de crítica como The Yale Review, Poetry, The Paris Review e The New Yorker, até o final de sua vida. Uma coleção de poemas, A Table of Content, e um romance, Chasm: A Weekend, foram publicados em 2004. Uma segunda coleção de poemas, Coming to That, foi publicada pela Graywolf Press em 2011. Não houve tradução para o português.
Em 1994, Tanning contribuiu para a criação do prêmio Wallace Stevens da Academia de Poetas Americanos. A premiação é anual, e seleciona uma poeta americano para receber o valor de US$ 100 mil, em reconhecimento à performance e à contribuição dele à arte.

## Coleções públicas
- Centro Georges Pompidou, em Paris, França (ver obras; em francês)
- Museu de Arte Moderna, em Nova Iorque, Estados Unidos (ver obras; em inglês)
- Museu de Arte Americana Smithsonian, em Washington, D.C., Estados Unidos (ver obras; em inglês)
- Tate Modern, em Londres, Inglaterra (ver obras; em inglês)
- Museu de Arte da Filadélfia, na Filadélfia, Estados Unidos (ver obras; em inglês)
- Hood Museum of Art, em Hanover, Estados Unidos (ver obras; em inglês)
- Whitney Museum of American Art, em Nova Iorque, Estados Unidos (ver obras; em inglês)